# Paul Frielinghaus
Paul Erich Frielinghaus, né le 14 décembre 1959 à Darmstadt, est un acteur allemand. 
De 2000 à 2012, il a tenu le rôle de Dr Markus Lessing dans la série de ZDF Un cas pour deux.

## Biographie
Paul Frielinghaus a grandi à Hünfeld, dans l'est de la Hesse, où son père a travaillé comme vétérinaire. Il obtient son diplôme d'études secondaires en 1978. 
Il développe un programme informatique qui remplace l'adversaire dans un jeu de stratégie appelé Kalaha, ce qui lui a valu une visite d'étude d'un mois à l'Institut Weizmann des sciences en Israël.
Après avoir terminé son service civil en tant qu'ambulancier, il a réussi l'examen d'entrée pour des études d'acteur. 
De 1980 à 1984, il étudie le théâtre à la Hochschule für Musik,Theater und Medien Hannover.  Il tient ensuite de nombreux rôles au Mainfranken Theater Würzburg. En 1988, il s'installe à Berlin et reçoit son premier engagement au Volksbühne de Berlin, sous la direction de Ruth Berghaus. 
Il se fait connaître d'un public plus large dans le rôle du Pr Thomas Brenner dans la série télévisée Nicht von schlechten Eltern (en France La joyeuse tribu), qui a remporté le prix télévisé allemand Telestar et un Bambi en 1994. Après divers rôles dans des films et séries, en 2000, Paul Frielinghaus incarne le Dr. Markus Lessing, quatrième avocat de la série policière de ZDF Un cas pour deux. A son départ en 2012, après 118 épisodes, il était le partenaire du détective privé Matula, joué par Claus Theo Gärtner, ayant tourné le plus d’épisodes. Depuis, il continue son métier d’acteur pour la télévision, le cinéma et la scène.
Le court-métrage Tantalum, tourné en 2014 et consacré à la connexion entre les téléphones portables et le travail des enfants, a été projeté dans trente festivals à travers le monde et a remporté des prix à Londres et New York.
En 2016, il incarne Guillaume de Baskerville dans la version scénique du roman d'Umberto Eco Le nom de la rose au Festival de Jagsthausen. 

## Filmographie (sélection)

### Cinéma
- 1990: Dr. M
- 2000: Zoom – It’s Always About Getting Closer
- 2014: Tantalum

### Télévision

#### Téléfilms
- 1991: Der Deal
- 1994: Großmutters Courage
- 1995: Der Richter und das Mädchen
- 1999: Verführt – Eine gefährliche Affäre
- 1999: Männer sind wie Schokolade
- 2016: Nur nicht aufregen!

#### Séries télévisées
- 1992: Freunde fürs Leben
- 1993–1998: La joyeuse tribu (allemand: Nicht von schlechten Eltern) (39 épisodes)
- 1995: Unser Charly: Kleiner Affe, Große Liebe
- 1996: En quête de preuves : Auf und davon
- 1996-1997: Girl friends: Freundschaft mit Herz (13 épisodes)
- 1997: Parkhotel Stern (5 épisodes)
- 1999: JETS : Leben am Limit
- 1999: Schlosshotel Orth : Eine neue Chance
- 2000: Soko brigade des stups (SOKO 5113): Tod unter Strom
- 2000–2012: Un cas pour deux (118 épisodes)
- 2004: Hallo Robbie! – Der Ausreißer
- 2009: Alerte Cobra : Die Autobahnpolizei, Das Ende der Welt
- 2009: Küstenwache : Nehmt Abschied Brüder
- 2014: Alerte Cobra: Die Autobahnpolizei, Tote kehren nicht zurück     et Die dunkle Seite
- 2015: Soko brigade des stups (SOKO 5113): Die grüne Schlange
- 2015: Wilsberg : Bittere Pillen
- 2016: Akte Ex : Zum Sterben schön
- 2017: In aller Freundschaft: Die jungen Ärzte: Versteckte Wunden
- 2017: Baltic Crimes: Nebelwand
- 2018: Der Staatsanwalt : Die Macht der Sterne
- 2018: Notruf Hafenkante: Stegners letzte Coup
- 2018: SOKO Wismar : Die Yacht-Jäger
- 2019: Letzte Spur Berlin: Schattenpolitik
- 2020: In aller Freundschaft: Die jungen Ärzte, Mut fassen